# Мисливець на монстрів (фільм)
«Мисливець на монстрів» (англ. Monster Hunter) — кайдзю-фільм 2020 року, заснований на однойменній серій відеоігор від Capcom. Його режисером, продюсером та сценаристом був Пол В. С. Андерсон. У фільмі знімалися Мілла Йовович, Тоні Джаа, Ті Ай, Міган Гуд, Дієго Бонета, Джош Хелман, Джін Ау-Єнг, Рон Перлман.
Фільм розроблявся режисером Полом В. С. Андерсоном з 2012 року. У жовтні 2018 року фільм був офіційно анонсований Capcom, а виробництво розпочалося в тому ж місяці. Фільм був знятий кінокомпанією Constantin Film. Основні зйомки розпочалися 5 жовтня 2018 року в Кейптауні, Південна Африка і завершилися 19 грудня 2018 року.
У китайських кінотеатрах фільм вийшов 4 грудня 2020 року, а в США — 18 грудня 2020 року. В Україні прокат фільму стартував 14 січня 2021 року. У всіх країнах, крім Німеччини, Китаю та Японії фільм був розповсюджений компанією Sony Pictures Releases. Фільм отримав неоднозначні відгуки критиків, які хвалили фільм за спецефекти, однак критикували слаборозвинених персонажів, монтаж та хиткий сюжет.

## Сюжет
У «Новому світі», в якому люди співіснують з величезною кількістю найрізноманітніших монстрів, Мисливець, воїн, навчений полювати на цих могутніх істот, втікає з піщаного корабля своєї команди, коли на них нападають чудовиська.
У звичайному світі капітан армії Сполучених Штатів Наталі Артеміс разом з її загоном шукають групу зниклих солдатів у пустелі. Раптом буря затягує їх до «Нового світу», де вони знаходять величезний скелет та машини зниклих солдатів. На них нападає рогатий підземний віверн Діаблос. Мисливець, який спостерігає за групою, подає попереджувальний сигнал. Діаблос атакує та вбиває багатьох людей.
Вцілілі ховаються в печері, де на них нападає зграя павукоподібних нерцилл. Вони вбивають усіх, крім Артеміс, яка натрапляє на Мисливця. Він зв'язує її, але пізніше вона звільняється і зв'язує його. Після тривалої битви вони погоджуються на співпрацю. Артеміс дізнається, що портал створюється Небесною вежею, яка розташована в пустелі. Щоб дістатися до вежі, Артеміс та Мисливцю потрібно пройти повз Діаблоса. Вони довгий час тренуються, а також установлюють пастку для Діаблоса з отрутою нерцилли. Їм вдається вбити Діаблоса, але той тяжко ранить Мисливця.
Разом вони доходять до оазису, де проживають рослиноїдні тварини апцероси, схожі на анкілозавра. Мисливець розповідає, що його сім'ю вбив величезний вогнедишний дракон Раталос. З'являється Раталос, і лякає Арцеросів. Артеміс та Мисливця рятують група людей на чолі з Адміралом. Він пояснює, що Небесну вежу збудувала цивілізація, яка жила тут до них, та використовувала монстрів для її захисту. Артеміс погоджується допомогти здолати Раталоса, що дало б їй шанс повернутися додому.
Під час битви з Раталосом Артеміс потрапляє в звичайний світ. Однак через нього проходить також і Раталос. Артеміс починає битву з Раталосом. Незабаром через портал з'являється Мисливець, і робить фатальний постріл.
Артеміс повертається в «Новий світ» і вирішує залишитися з Мисливцем. Вони помічають іншого монстра, Гор Магала. Адмірал доручає Артеміс та Мисливцю захищати портал та знайти спосіб закрити його назавжди.
В сцені під час титрів, Мявскуляр Шеф, котоподібний супутник Адмірала, прибуває, щоб допомогти в битві з Гор Магалою.

## У ролях
| Актор          | Роль                                                                             |
| -------------- | -------------------------------------------------------------------------------- |
| Мілла Йовович  | Наталі Артеміс, рейнджер армії США, член військової команди ООН                  |
| Тоні Джаа      | Мисливець, один з багатьох досвідчених воїнів, бореться з гігантськими монстрами |
| T.I.           | Лінкольн                                                                         |
| Міган Гуд      | Деш                                                                              |
| Дієго Бонета   | Маршалл                                                                          |
| Джош Хелман    | Стілер                                                                           |
| Джін Ау-Єнг    | Сокира                                                                           |
| Рон Перлман    | Адмірал                                                                          |
| Хірона Ямазакі | Обробник                                                                         |

## Виробництво
У 2012 році повідомлялося, що режисер серії фільмів «Оселя зла» Пол В. С. Андерсон можливо буде працювати над екранізацією франшизи «Monster Hunter». Андерсон заявив в інтерв'ю 2018 року для «/Film», що він був шанувальником гри понад дев'яти років, це змушувало його грати у своїх частих подорожах до Японії, і розглядав її кіноадаптацію як «проект пристрасті».
Під час Токійському ігрового шоу у вересні 2016 року продюсер Capcom Рьодзо Цудзімото заявив, що в Голлівуді розроблявся ігровий фільм «Полювання на монстрів». У листопаді 2016 року «Deadline» повідомив, що Андерсон та продюсер Джеремі Болт, які посприяли створенню серії фільмів на основі гри Capcom «Resident Evil», отримали права від Capcom на адаптацію «Monster Hunter» після приблизно п'яти років обговорення. Вони передбачають створення серії фільмів «Полювання на монстрів». Андерсон заявив, що його залучення до «Полювання на монстрів» не лише завдяки популярності франшизи, а й тому, що «вони створили неймовірно красивий, захопливий світ». Андерсон вже написав сценарій, який передбачає, що американця затягнули у паралельний всесвіт, в якому відбуваються події у грі «Monster Hunter», щоб він навчився боротися з монстрами, а потім йому доведеться розібратися з ситуацією, коли монстри потрапляють у реальний світ і починають атакувати, а завершальга битва мала відбуватися у Міжнародному аеропорту Лос-Анджелеса. Кінокомпанія Constantin Film підтвердила, що буде продюсувати цей фільм з метою запуску виробництва наприкінці 2017 року або на початку 2018 року.
Під час Каннського кінофестивалю 2018 року кінокомпанія Constantin підтвердила наміри почати виробництво у вересні 2018 року поблизу Кейптауна та ПАР, з прогнозованим бюджетом у 60 мільйонів американських доларів. Мілла Йовович отримала роль у кінокартині. У виробництво також буде залучена студія спецефектів Mr. X VFX, яка працювала над фільмами «Оселя зла». Компанія Constantin працювала з кількома міжнародними дистриб'юторами щодо випуску фільму, водночас Constantin буде фінансувати виробництво. 25 вересня 2018 року репер Т. І. та Рон Перлман отримали ролі в фільмі з бюджетом у 60 мільйонів доларів, у ньому T.I. зіграє снайпера Лінка, а Перлман буде Адміралом — лідером екіпажу Мисливця. Зйомки фільму планувалося розпочати в жовтні 2018 року в Південній Африці. Тоні Джаа отримав головну роль Мисливця. У жовтні 2018 року Дієго Бонета приєднався до фільму, щоб зіграти спеціаліста з комунікацій. Андерсон заявив, що, хоча в грі є деякі нові персонажі, розмірковуючи над «творцем персонального персонажа серії», але включатимуть важливих героїв, зокрема Гендлера та Адмірала. Він також заявив, що їм не потрібно буде створювати жодних нових монстрів, оскільки гра має достатнє різноманіття, з якого вони зможуть взяти в фільму.
Висловивши вдячність грі, режисер заявив, що вся броня та зброя для мисливців у фільмі будуть базуватися на екіпіровці з франшизи, і буде містити принаймні одного персонажа, який носить невідповідний набір броні, що відображається на здатності гравця в грі змішувати та поєднувати бронежилети для кращих результатів. Андерсон хотів використати різні параметри у фільмі, щоб відповідати різноманітності гри, хоча визнав, що фільм не покаже всю багатоманітність.
Основні зйомки фільму розпочалася 5 жовтня 2018 року в Кейптауні, ПАР. Мілла Йовович повідомила в Instagram, що вони тривали до 19 грудня 2018 року.
Тизер фільму вперше показали на Шанхайському міжнародному кінофестивалі в червні 2019 року разом із повідомленням про те, що Toho і Tencent будуть контролювати розповсюдження фільму в азійських країнах.

## Реліз
В американських кінотеатрах фільм вийшов 18 грудня 2020 року. Спочатку фільм повинен був вийти в прокат 4 вересня 2020 року, але був перенесений на 23 квітня 2021 року через пандемію COVID-19, однак пізніше дату виходу змінили на 30 грудня 2020 року, а пізніше на 25 грудня. Компанія Sony ще раз змінила дату виходу фільму в США на початку грудня після непростого виходу фільму в Китаї, та перенесла її на 18 грудня 2020 року.
Студія витратила $1,3 мільйона доларів на телевізійну рекламу фільму у США (для порівняння, кінокомпанія Warner Bros. витратила $17 мільйонів для просування фільму «Диво-жінка 1984»).